# Lesné (Slowakei)
Lesné (ungarisch Leszna) ist eine Gemeinde im Osten der Slowakei mit 417 Einwohnern (Stand 31. Dezember 2024), die zum Okres Michalovce, einem Teil des Košický kraj, gehört und in der traditionellen Landschaft Zemplín liegt.

## Geographie

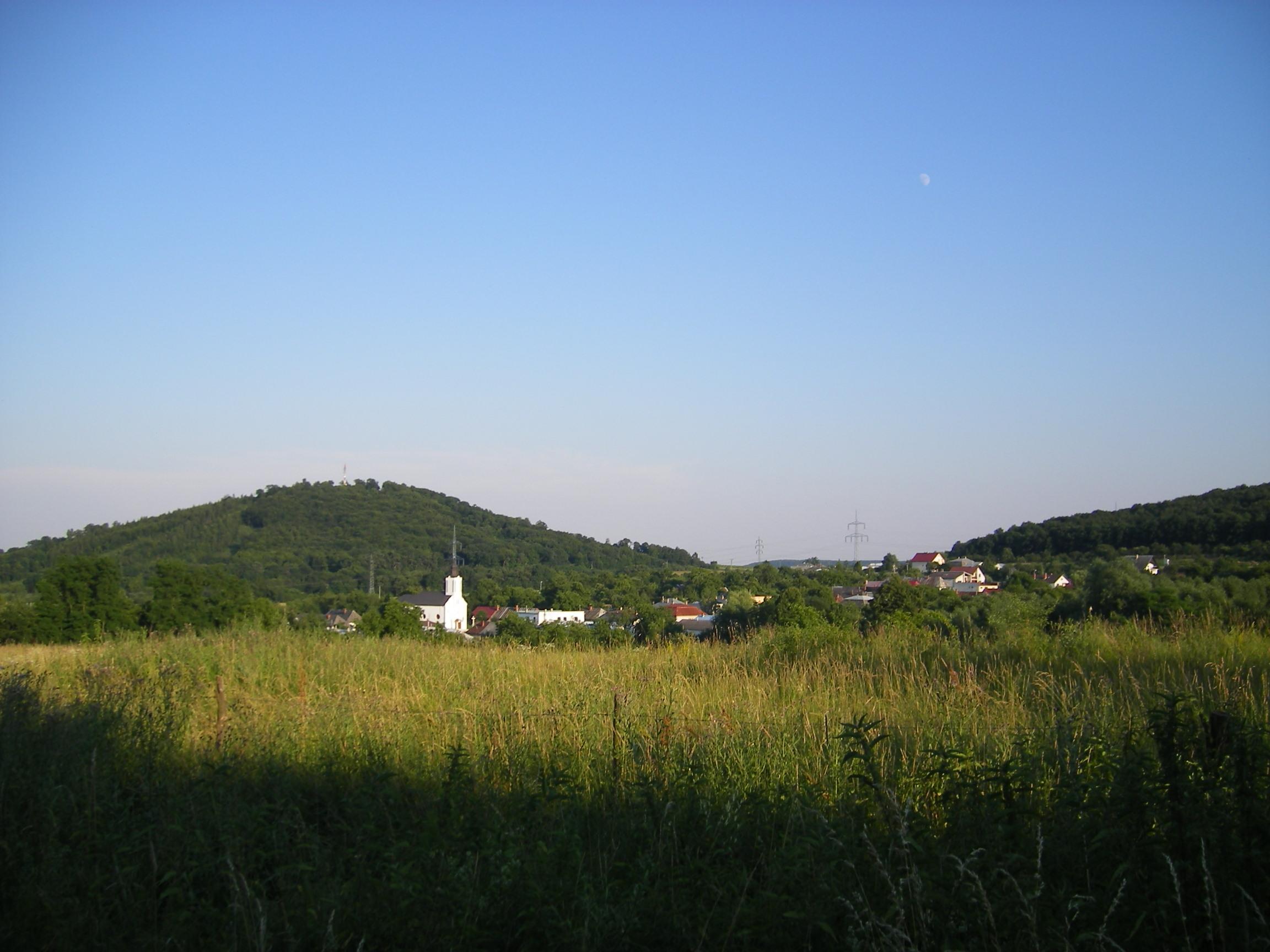
Blick auf Lesné

Die Gemeinde befindet sich im Ostslowakischen Hügelland im Ostslowakischen Tiefland unterhalb des Rückens von Pozdišovce, rechtsseitig des kanalisierten Flusses Duša im Einzugsgebiet des Laborec. Das Ortszentrum liegt auf einer Höhe von 151 m n.m. und ist 13 Kilometer von Michalovce entfernt.
Nachbargemeinden sind Nacina Ves im Norden und Nordosten, Petrovce nad Laborcom im Osten und Südosten, Suché im Süden, Rakovec nad Ondavou im Südwesten und Nižný Hrušov im Westen.

## Geschichte
Das Gemeindegebiet von Lesné wurde in der Jungsteinzeit und älteren Bronzezeit besiedelt, mit Funden von Hügelgräbern der Kultur ostslowakischer Hügelgräber sowie einem Bronzefund aus der Jungbronzezeit.
Lesné wurde zum ersten Mal 1254 als Lezna schriftlich erwähnt, weitere historische Bezeichnungen sind unter anderen Lyzna (1334), Lezna utraque (1390), Lesna (1773) und Lesné (1808). Das Dorf war im 15. Jahrhundert Teil der Herrschaft von Großmichel, im 18. Jahrhundert war es Besitz der Familien Szirmay und Szulyovszky und im 19. Jahrhundert der Familie Moskovits. 
1715 gab es 11 verlassene und 16 bewohnte Haushalte. 1787 hatte die Ortschaft 38 Häuser und 278 Einwohner, 1828 zählte man 48 Häuser und 354 Einwohner, die als Landwirte und Winzer beschäftigt waren.
Bis 1918/1919 gehörte der im Komitat Semplin liegende Ort zum Königreich Ungarn und kam danach zur Tschechoslowakei beziehungsweise heute Slowakei. Nach 1918 waren die Einwohner auch als Sticker und Weber beschäftigt. 

## Bevölkerung
| Jahr                | 1994 | 2004    | 2014    | 2024    |
| ------------------- | ---- | ------- | ------- | ------- |
| Anzahl der Personen | 413  | 425     | 443     | 417     |
| Unterschied         |      | +2,90 % | +4,23 % | −5,86 % |

| Jahr                | 2023 | 2024    |
| ------------------- | ---- | ------- |
| Anzahl der Personen | 430  | 417     |
| Unterschied         |      | −3,02 % |

Nach der Volkszählung 2011 wohnten in Lesné 443 Einwohner, davon 389 Slowaken, 16 Roma, fünf Ukrainer und ein Russine. 32 Einwohner machten keine Angabe zur Ethnie.
196 Einwohner bekannten sich zur griechisch-katholischen Kirche, 187 Einwohner zur römisch-katholischen Kirche, sechs Einwohner zur orthodoxen Kirche, zwei Einwohner zur reformierten Kirche und ein Einwohner zur Evangelischen Kirche A. B. 15 Einwohner waren konfessionslos und bei 36 Einwohnern wurde die Konfession nicht ermittelt.

## Bauwerke und Denkmäler
- griechisch-katholische Kirche Himmelfahrt des Herrn
- römisch-katholische Kirche

## Verkehr
In Lesné treffen sich die Cesta III. triedy 3733 („Straße 3. Ordnung“) von Suché, die Cesta III. triedy 3735 von Strážske sowie eine Feldstraße von Petrovce nad Laborcom heraus. Der nächste Bahnanschluss ist in Petrovce nad Laborcom an der Bahnstrecke Michaľany–Łupków.